# Hermann Klencke
Philipp Friedrich Hermann Klencke (Pseudonyme: Hermann v. Maltitz und E. v. Kalenberg; * 16. Januar 1813 in Hannover; † 11. Oktober 1881 ebenda) war ein deutscher Militärarzt, Privatgelehrter und populärwissenschaftlicher Schriftsteller.

## Leben
Klencke besuchte das Gymnasium in Hannover und anschließend die dortige Medizinisch-chirurgische Schule. Er wurde Militärarzt in Minden und gab mit Generalarzt Adolph Leopold Richter das medicinische Militär-Wochenblatt heraus, mit welchem sie eine grundlegende Reform des Militärmedizinwesens im Königreich Preußen anstießen.
1837 wandte sich Klencke nach Leipzig, wo er vollwertig Medizin und Naturwissenschaften an der Universität Leipzig studierte. 1839 ließ er sich als praktischer Arzt in Braunschweig nieder. Dort fiel er auch durch seine naturwissenschaftlichen Vorträge auf und engagierte sich politisch-publizistisch für die Revolution von 1848/49. Seine 1852 erstmals erschienene, populäre Biographie Alexander von Humboldts erlebte mehrere Auflagen.
1855 ging er zurück in seine Heimatstadt Hannover. Dort führte er ein zurückgezogenes, der Wissenschaft und Publikation verschriebenes Leben.
Klencke wurde bereits früh der Titel „Professor“ verliehen. Er war Mitglied in folgenden Akademien der Wissenschaften: Kaiserlich medicinische Societäten zu Wien und St. Petersburg,  Königlich Preussische Akademie der Wissenschaften zu Erfurt, Société de Médecine d'Anvers, Societas medicorum Hamburgensium, Naturhistorische Gesellschaft in Hamburg, Wetterauische Gesellschaft für Naturkunde, Natur- und heilwissenschaftliche Societäten zu Göttingen und Dresden.

## Infektionstheorie
Klencke gilt als Vorläufer der Infektionstheorie, auf Grund eigener Experimente, bereits 1843 im Geburtsjahr von Robert Koch, erklärte er die Tuberkulose für verimpfbahr. Er verursachte eine generalisierte Tuberkulose bei Kaninchen, indem er ihnen erfolgreich Material aus einer Miliartuberkulose in Leber und Lunge einimpfte (siehe - Untersuchungen und Erfahrungen im Gebiete der Anatomie, Physiologie, Mikrologie und wissenschaftlicher Medicin. Erster und Zweiter Band. Leipzig, Fest'sche Verlagsbuchhandlung, 1843, I.Bd. p.123).
1846 zeigte er die Möglichkeit der Übertragung von Tuberkulose auf den Menschen durch Kuhmilch.(siehe Klencke Ph.: Über die Ansteckung und Verbreitung der Skrophelkrankheit beim Menschen durch den Genuss der Kuhmilch. Leipzig, C.E. Kollmann 1846.) 

## Ehrungen
1841 wurde er zum Mitglied der Leopoldina (damals Kaiserlich Deutsche Leopoldinische Akademie der Naturforscher genannt) gewählt.
Zudem war ehr Ehrenmitglied des Ärztlichen Regierungsbezierksvereins zu Düsseldorf, beim Deutschen Verein der Tierärzte, beim Centralverein der deutschen Zahnärzte.

## Publikationen (Auswahl)
Das Œuvre von Klencke umfasste über 200 Bände. Er veröffentlichte neben wissenschaftlicher vor allem auch populärwissenschaftliche Literatur sowie zahlreiche sozialkritische, kulturhistorische und biographische Romane. Es mag dabei nicht verwunderlich sein, dass ihm mitunter der Vorwurf des Plagiierens entgegengebracht wurde.
Zwei seiner Werke wurden mit Preisen ausgezeichnet:
- Der Leberthran als Heilmittel, 1842.
- Untersuchungen über die Verderbniß der Zähne, Verlag des Vereins für Heilkunde in Preußen, 1847 und 1850.

Weitere Publikationen zum Beispiel, von denen einige in mehreren Auflagen erschienen, außerdem vor allem Romane:
- Das deutsche Gespenst, 3 Bände 1846.
- Die deutschen Pharisäer, 3 Bände 1847.
- Deutsches National-Fahnenlied – Braunschweigisches Bürgerlied – Frühlingslied der Deutschen im März 1848 – Totenfeier. zum Andenken der im März 1848 gefallenen Kämpfer für Bürgerfreiheit – Für Robert Blum. Totenamt – Die deutschen Grundrechte am 18. Januar 1849, Flugblattlyrik 1848/49.
- Der politische Teufel in Deutschland. Eine alte Geschichte aus neuer Zeit in Lustige Verse gebracht, 1849.
- Lessing, 5 Bände, 1850
- Naturbilder aus dem Leben der Menschheit in Briefen an A. v. Humboldt, 1850.
- Taschenlexikon der Therapie für praktische Ärzte 1852.
- Alexander von Humboldt. Ein biographisches Denkmal, 1. Auflage 1851 (7. Auflage 1875).
- Der Adept zu Helmstedt, 4 Bände, 1851.
- Herder, 4 Bände, 1852.
- Anna Luis Karschin, 3 Bände, 1853.
- Der Parnass zu Braunschweig. 3 Bände, 1854.
- Sonntagsbriefe eines Naturforschers an seine religiöse Freundin, 1855.
- Die Nahrungsmittelfrage ib Deutschland, 1856.
- Die Ritter der Industrie, 6 Bände, 1858.
- Illustrirtes Lexikon der Verfälschungen der Nahrungsmittel und Getränke, der Colonialwaaren, Droguen, Manufacte, gewerblichen und landwirthschaftlichen Produkte, 1858.
- Swammerdam oder die Offenbarung der Natur, 3 Bände 1860.
- Lucas Cranach, 3 Bände 1860.
- Luther und Lucas Cranach, 4 Bände, 1861.
- Der Herzog an der Leine, 6 Bände, 1860/61.
- Leibniz und die beiden Kurfürstinnen, 3 Bände, 1863.
- Der Braunschweig'sche Hof und Abt Jerusalem, 3 Bände 1863.
- Die Elenden und Armen diesseits de "s Rheins, 4 Bände 1864.
- Chemisches Koch- und Wirthschaftsbuch, 1. Auflage 1865.
- Hauslexikon der Gesundheitslehre für Leib und Seele, 1. Auflage 1866, Verlag von Eduard Kummer, Leipzig.
- Die Mutter als Erzieherin ihrer Töchter und Söhne, 1. Auflage 1870.
- Das kranke Kind, 1. Auflage 1872.
- Das Weib als Gattin, 1. Auflage 1872.
- Die Hausfrau. Praktisches Lehrbuch für deutsche Mädchen und Frauen über die Kenntnisse und Verwaltungsregeln des wirthschaftlichen, bürgerlichen Hauswesens auf Grundlage der neueren Realwissenschaften, der Gesundheitslehre, Waarenkunde, Oekonomie und guten Sitte, 1881 (Digitalisat)